# Kazuki Murakami
Kazuki Murakami (født 21. december 1987) er en tidligere japansk fodboldspiller.
Han har spillet for flere forskellige klubber i sin karriere, herunder FC Gifu.